# COVID-19 в Автономній Республіці Крим
COVID-19 в Автоно́мній Респу́бліці Крим — розповсюдження пандемії коронавірусу територією АР Крим, тимчасово окупуваної військами Росії. Про перший випадок коронавірусу окупаційна влада заявила Криму 21 березня 2020 року.

## Хронологія

### 2020
21 березня голова тимчасової окупаційної влади у Криму Сергій Аксьонов, повідомив про виявлення першого випадку захворювання на коронавірус в АР Крим, інфікованим виявився місцевий мешканець, що прибув з Франції.
26 березня у Криму окупаційна влада оголосила, що з 30 березня на півострові протягом тижня діятиме «жорсткий карантин» для перешкоджання поширенню коронавірусу.
На 23 квітня в Криму тимчасова окупаційна влада звітувала про 53 випадки захворювання.
З 18 травня тимчасова окупаційна влада Криму скасовує карантин, натомість жителі віком  понад 65 років мають лишатися вдома.
27 травня тимчасова окупаційна влада заявляла про 515 заражених, 26-го — про 355 хворих і 11 померлих. Ще 160 пацієнтів зареєстрували у Севастополі, з них померли троє.
28 травня правозахисники заявили, що дані про захворюваність в окупованому Криму суттєво занижені.

### 2021
20 червня в таборі Артек виявлено спалах захворюваності серед дітей. Дітей частково вивезено до Євпаторії, де без пояснень їх утримували в диспансерах.
На форумі "Мікроелектроніка 2021", що проходив в Алушті презентовано медичний виріб для апарату дистанційного електромагнітного придушення вірусів "Тор" російської розробки,  видав реєстраційне посвідчення Росздравнагляд .
"Прилад не має аналогів у світі. Випромінюванням абсолютно нешкідливе для людини, вп'ятеро менш потужним, ніж випромінювання від смартфонів, протягом 15 хвилин роботи забезпечує людині захист протягом доби від зараження коронавірусною інфекцією", - повідомив заступник міністра промисловості та торгівлі РФ Василь Шпак. 
Зам уточнив, що такий прилад встановлений у залі, де відбуваються заходи форуму. Після закінчення організатори зберуть статистику захворюваності.
"Це вкотре доводить успішність нашу та можливість з погляду електроніки, з погляду складної медичної техніки вирішувати найсерйозніші завдання", - зазначив заступник міністра.
Інформація про апарат "Тор" розміщена у розділі розробок на сайті АТ "Концерн Граніт". Розробник стверджує, що прилад при включенні в мережу утворює електромагнітне електромагнітне випромінювання на низькоінтенсивних високовольтних імпульсах, і під його впливом вірус втрачає здатність до активного розмноження.